# Episodi di Baby Boss - Di nuovo in affari (seconda stagione)
La seconda stagione di Baby Boss - Di nuovo in affari negli USA è stata distribuita il 12 ottobre 2018 su Netflix.
In Italia è stata distribuita su Netflix dal 12 ottobre 2018.
| Nº | Nº | Titolo originale                   | Titolo italiano                    | Prima TV USA    | Prima TV Italia |
| -- | -- | ---------------------------------- | ---------------------------------- | --------------- | --------------- |
| 14 | 1  | As the Diaper Changes              | Non ci sono più i mezzi pannolini  | 12 ottobre 2018 | 12 ottobre 2018 |
| 15 | 2  | Super Cool Big Kids, Inc.          | Ragazzini fichissimi Inc.          | 12 ottobre 2018 | 12 ottobre 2018 |
| 16 | 3  | P.U.                               | B.L.E.A.H.                         | 12 ottobre 2018 | 12 ottobre 2018 |
| 17 | 4  | Hush, Little Baby                  | Shh, piccolino                     | 12 ottobre 2018 | 12 ottobre 2018 |
| 18 | 5  | Night of the Frodarg               | La notte del Ranosauro             | 12 ottobre 2018 | 12 ottobre 2018 |
| 19 | 6  | Fugitive's Day Out                 | Un giorno da fuggitivo             | 12 ottobre 2018 | 12 ottobre 2018 |
| 20 | 7  | El Apasionado Negocio de la Niñera | El apasionado negocio de la niñera | 12 ottobre 2018 | 12 ottobre 2018 |
| 21 | 8  | Plushythingy                       | Coso morbidoso                     | 12 ottobre 2018 | 12 ottobre 2018 |
| 22 | 9  | Number One Problem                 | Il problema numero uno             | 12 ottobre 2018 | 12 ottobre 2018 |
| 23 | 10 | Picture Perfect                    | Un quadretto perfetto              | 12 ottobre 2018 | 12 ottobre 2018 |
| 24 | 11 | Play It Again, Tim                 | Suonala ancora, Tim                | 12 ottobre 2018 | 12 ottobre 2018 |
| 25 | 12 | Research & Development             | Ricerca e sviluppo                 | 12 ottobre 2018 | 12 ottobre 2018 |
| 26 | 13 | Wrinkles & Stinkles                | Puzze e rughe                      | 12 ottobre 2018 | 12 ottobre 2018 |